# Кочубей, Кирилл Александрович
Кири́лл Алекса́ндрович Кочубе́й (род. 6 октября 1986, Нальчик) — российский футболист, полузащитник.

## Карьера
Выступал за московский ЦСКА. Первый матч за армейцев провёл в розыгрыше Кубка России 2005/06 в матче 1/16 финала против владимирского «Торпедо». В 2006 году стал чемпионом и обладателем Кубка России в составе ЦСКА. Перед началом сезона 2007 года был отдан в аренду в клуб Первого дивизиона «Анжи». В январе 2008 года перешёл в клуб «Спартак-Нальчик». В августе 2008 года был взят в аренду клубом «Анжи». 20 ноября 2008 года, после завершения арендного соглашения, вернулся в «Спартак-Нальчик». Перед началом сезона 2009 года перешёл в новороссийский «Черноморец». После окончания сезона 2012/13 перешёл в «Луч-Энергию». 22 июля тренерский штаб «Луча-Энергии» принял решение отказаться от услуг Кочубея, не сумевшего проявить себя в первых трех играх первенства.

## Достижения
- Чемпион России: 2006
- Обладатель Кубка России: 2005/06
- Обладатель Суперкубка России: 2006
- Серебряный призёр зоны «Юг» Второго дивизиона (2): 2012/13, 2013/14
- Бронзовый призёр зоны «Юг» Второго дивизиона: 2014/15